# ニシオオチドリ

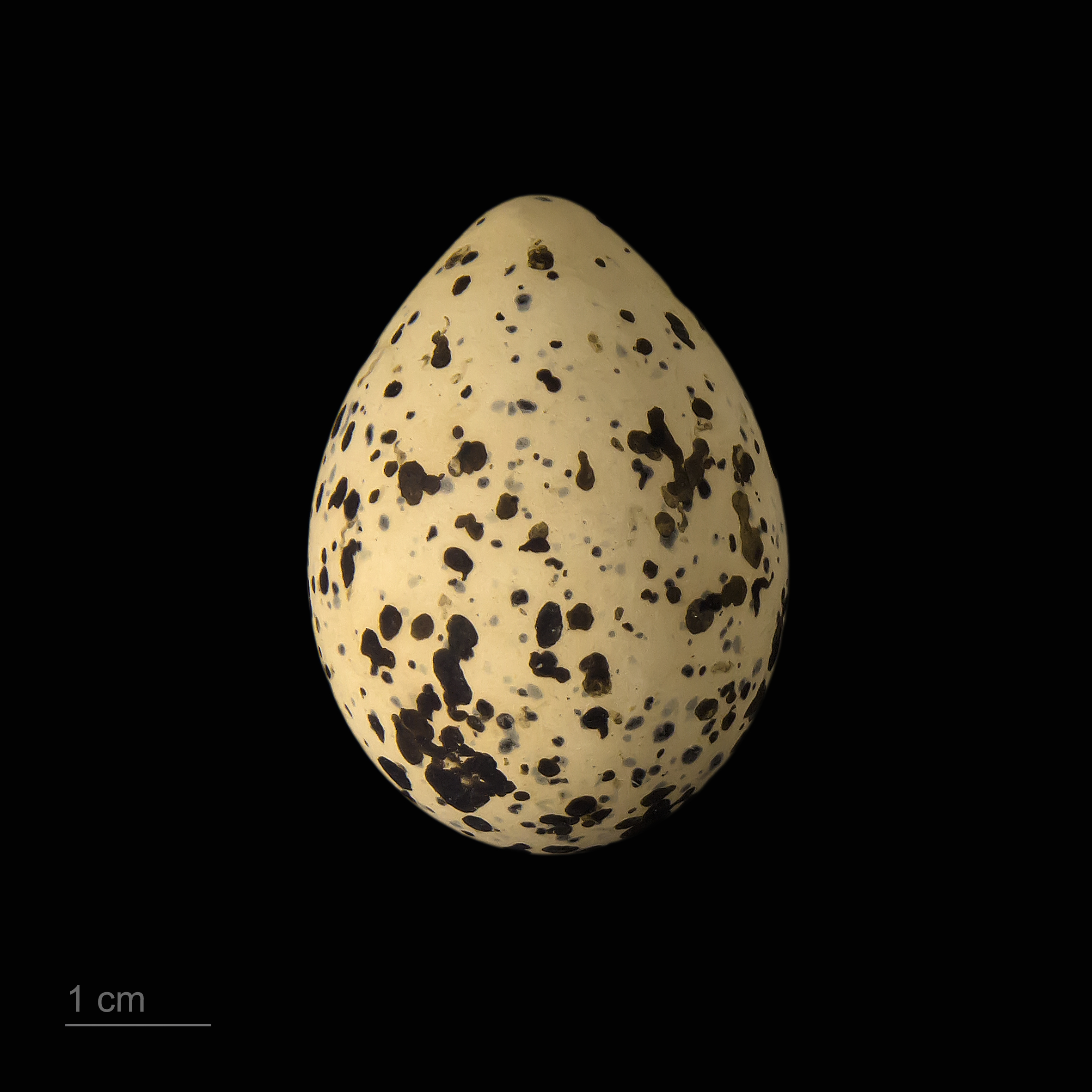
Charadrius asiaticus

ニシオオチドリ（西大千鳥、学名：Charadrius asiaticus）は、チドリ目チドリ科に分類される鳥類の一種。
オオチドリの類縁種。